# Ammaedara
Ammaedara (łac. Dioecesis Ammaedarensis) – stolica historycznej diecezji w Cesarstwie Rzymskim (prowincja Bizacena), współcześnie w Tunezji. Od XX w. katolickie biskupstwo tytularne.

## Biskupi tytularni
| Lp. | Biskup                                   | Funkcja                                                         | Od                | Do                |
| --- | ---------------------------------------- | --------------------------------------------------------------- | ----------------- | ----------------- |
| 1   | Mathieu Sislian                          | emerytowany biskup Caesarea in Cappadocia degli Armeni (Turcja) | 3 grudnia 1909    | 30 grudnia 1915   |
| 2   | Joseph Raphael John Crimont SJ           | wikariusz apostolski Alaski (USA)                               | 15 lutego 1917    | 20 maja 1945      |
| 3   | Joseph Gerald Holland SMA                | wikariusz apostolski Volta Inferiore (Ghana)                    | 11 lipca 1946     | 18 kwietnia 1950  |
| 4   | Teofilo Giacomo Abramo Kalapurakal       | emerytowany eparcha Tiruvalli (Indie)                           | 25 lipca 1950     | 27 czerwca 1956   |
| 5   | Joseph Gustave Roland Prévost Godard PME | wikariusz apostolski Pucallpa (Peru)                            | 11 listopada 1956 | 13 listopada 2005 |
| 6   | Pierre Nguyễn Văn Đệ SDB                 | biskup pomocniczy Bùi Chu (Wietnam)                             | 29 listopada 2005 | 25 lipca 2009     |
| 7   | Vincent Nguyễn Mạnh Hiếu                 | biskup pomocniczy Toronto (Kanada)                              | 6 listopada 2009  |                   |